# Burdius
Burdius (oficialmente en occitano Bordius) es una localidad perteneciente al municipio de Caneján, en el Valle de Arán, España.

## Geografía
Burdius es un pequeño agregado (3 habitantes en 2020) del término de Caneján (Valle de Arán), situado al sureste del cabo de municipio, en una posición muy elevada (1140 m s. n. m.) a la izquierda del valle del río de Toran, cerca del barranco de Burdius. Conserva algunas cuadras con los antiguos tejados de paja. Burdius está incluido en el Inventario del Patrimonio Arquitectónico de Cataluña.
Lo de Tòn deth Donis sería el último ejemplo que queda en el Valle de Arán de casas con techo de paja. La disposición de la casa sigue un modelo de construcción ancestral que consiste en adosar el edificio a una vertiente que de este modo hace pared de fondo, a la vez que el desnivel convenientemente erizado hace posible la integración en una misma construcción de la vivienda y de las actividades económicas con accesos independientes que quedan básicamente a pie.
Por otra parte, es evidente que el planteamiento original ha sufrido refacciones y transformaciones importantes a medida que se ha producido una especialización del espacio y que la zona habitada ha ido ganando espacio en el establo y el pajar, lo que exigió una ampliación del edificio por el lado de poniente destinado al ganado doméstico. La obra de mampostería con esquinas trabadas, soporta una carpanta con gavillas de paja en el vértice fueron reforzadas con dos filas de estertés por banda. La fachada principal se orienta a la banda de levante, paralela a la "capièra" y conserva sólo como abertura la puerta de acceso al primer piso (1,60 × 0,65 m), ya que la ventana ha sido paredada. La fachada norte presenta tres niveles, dos puertas (1,50 × 0,65; 1 × 0,60m) que comunican con la planta baja y el citado anexo, una ventana con contraventanas de color verde, desplazada hacia la derecha, y el "penalèr" resuelto con un entablado de tejones que mantiene un lucernario y que cobijan las palas del tejado reforzadas en el bisagra por estructuras de madera y tirantes. En el otro lado, la pared de mediodía queda prácticamente enterrada, prácticamente sólo emerge la estructura escalonada de los penaves que incorpora en el centro una humenea de sección rectangular, perpendicular al eje principal, y de obra parecido resuelta con materiales llosenses. La fachada de poniente ha quedado prácticamente anulada.

## Historia
Las viviendas sin especialización interior del espacio fueron frecuentes hasta principios del siglo XX y parecen responder a la transformación de antiguas viviendas temporales en peramentos. S. Temprado relaciona la casa de Burdius que conserva el tejado de paja con la familia Marqués Atés. La casa ha estado habitada hasta estos momentos.